# Космополітизм
Космополітизм — система поглядів, що передбачає розширення поняття «вітчизна» на весь світ. Нині під «космополітизмом» розуміють «світове громадянство», пріоритетне значення загальнолюдських цінностей. У розмовній мові термін "космополітизм" означає відкритість до інших культур. Людина або суспільство можуть бути відкритими до світу; так, наприклад, кажуть про «відкрите для світу місто». 
За іншими джерелами це ідеологія світового громадянства, що віддає пріоритет відчуттю приналежності людини до всього людства над всіма іншими соціальними зв'язками, загальнолюдським цінностям над культурними традиціями окремих держав, народів, націй. Космополітизм постає у вигляді різних соціально-політичних орієнтацій — від взаємодії та зближення народів до повного відкидання національної культури та патріотизму. Людину, яка ідентифікує себе з ідеологією космополітизму або з якоюсь з його форм називають космополітом. 
Космополітизм часто протиставляють ідеології інтернаціоналізму, що не відкидає національні почуття, патріотизм і поєднує загальнолюдські інтереси з національними. Відповідно до ідей інтернаціоналізму, інтернаціоналізація національних культур передбачає не усунення національних особливостей і традицій, а глибоке та послідовне засвоєння їхнього цінного потенціалу. Саме в зростанні ролі загальнолюдських факторів розвитку інтернаціоналістських тенденцій полягає суперечність із космополітизмом, який часто відкидає національно-державні та патріотичні цінності.

## Історія терміна
Космополітична традиція народилась у середовищі старогрецьких стоїків, перевтілилась в епосі європейського християнства і здобула свій подальший розвиток в епосі Відродження та Просвітництва. Одним із перших космополітів вважають Сократа, який називав себе «жителем і громадянином цілого світу».
Занепад політичного життя грецьких міст-держав (полісів), починаючи з 4 ст. до н. е., разом із розвитком філософської думки (школи кініків, а згодом – стоїків) призвели до поширення негативного погляду на вимоги обмеженого місцевого патріотизму. Греки, які за класичної доби відчували себе насамперед громадянами своїх міст-держав, після македонського, а з часом – римського завоювання стали усвідомлювати себе громадянами тодішнього середземноморського світу. Цьому сприяв універсальний характер самої Римської держави.
У релігійній думці ідеї космополітизму розвинули Св. Павло (еклесія) та Бл. Августин (град Божий). Поняття виражає можливість бути жителем певного місця, водночас належачи до універсальності світу, не заперечуючи його партикуляризм та своєрідність.

### Етимологія
Слово походить із давньогрецької мови: κοσμοπολίτης або kosmopolitês, утворене із κόσμος, космос, тобто світ, всесвіт та πολίτης, «політес», тобто громадянин чи [особа] з міста. Сучасне використання визначає термін як громадянин світу. 
Поняття космополітизм визначене Діогеном (за іншими даними, слово космополіт вперше вжито Гераклітом), відштовхуючись від Космосу, універсальності, полісу. 

### Ренесанс
Термін можна простежити до Піко делла Мірандоли. Він інтерпретував історію створення світу таким чином, що Бог, завершивши творення неба, землі, тваринного і рослинного світу, не мав уже визначеного місця для людини. Однак це не було недоглядом Бога, а, навпаки, надало людині можливість, стоячи в центрі світу, самостійно знайти і пізнати своє місце.

### 18 століття
Гердер у своїй праці про походження мови визначає людину як «недосконалу істоту», яка, передусім через мову, створює і передає свій власний світ:
У XVIII ст. виникає термін «людина світу». Серед визначних космополітів Нового часу є Гійом Постель, Фужере де Монброн, Монтеск'є, Вольтер, Шефтсбері, Дідро, Шарль Піноен Дюкло, князь де Лінь, Грімм, Галіані, Бонваль, Казанова, Караччіолі, Томас Пейн, Кант, Жак Фреско.

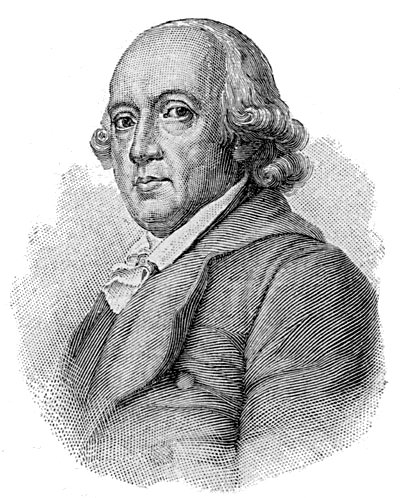
Йоганн Готфрід Гердер

### 20 століття
На початку XX століття в контексті філософської антропології термін «людина світу» набуває центрального значення у Макса Шелера, який визначає різницю між людиною та твариною. Людина звільнена від органічно-інстинктивних примусів, вона більше не прив'язана до свого оточення, а є 'незалежною від довкілля' і 'відкритою до світу'. Людина «має» світ. Завдяки зменшенню інстинктів вона займає особливе місце в природі. Через цю світову відкритість людина долає замкненість середовища.
Арнольд Геллен підхоплює це визначення Шелера. У той час як тварина безпосередньо піддається впливу отриманих з оточення подразників, людина звільнена від середовища і може вільно реагувати на ці подразники, тобто бути відкритою для них. Це пояснюється, зокрема, органічною безпосередністю та неспеціалізованістю людини, що змушує її, як «недосконалу істоту» (Гердер), створювати власні орієнтаційні та сенсові структури. Отже, людина є культуротворчою істотою, яка відрізняється передбачуваною, планованою та спільною діяльністю, тому Геллен називає її «Прометеєм» (грец.: той, хто передбачає; персонаж грецької міфології). Людина біологічно змушена підкоряти природу.
Жан-Поль Сартр використовує визначення відкритості світу Хайдеггера як основу для філософського напрямку екзистенціалізму, який він також заснував. Відкритість світу ототожнюється з абсолютною свободою людини, до якої вона приречена. За словами Сартра, людина не може покладатися на жоден порядок чи світогляд, оскільки вона є тим, чим сама себе робить.
«Якщо існування випереджає сутність, тобто якщо факт нашого існування не звільняє нас від необхідності створити свою сутність через свої дії, тоді, поки ми живемо, ми приречені на свободу...»
Психолог і соціальний філософ Еріх Фромм, не називаючи термін «відкритість світу» прямо, опосередковано посилається на Сартра, висловлюючи протилежну думку. Він вважає, що «людський вид можна визначити як той примат, який з'явився на етапі еволюції, коли інстинктивна детермінація досягла мінімуму, а розвиток мозку – максимуму»[8], і використовує це як підґрунтя для свого визначення релігії. За широким визначенням Фромма, релігія – це «будь-яка система думки та дій, спільна для групи, яка надає індивідууму рамки орієнтації та об'єкт для відданості»[9]. Вона є життєво необхідною для людини, оскільки без цих «рамок орієнтації» вона ризикує впасти в безвихідь, потрапити в пасивність і врешті-решт зазнати душевного та фізичного занепаду. Отже, для Фромма відкрите сприйняття світу не означає відмови від усіх порядків і світоглядів, а, навпаки, є їх легітимацією.

## Сутність
Космополітизм — це співіснування та взаємодія численних ідентичностей і почуття приналежності до світового громадянства за рамками націй, не будучи ними скутим. Не плутати з метисажем, що є змішанням різних культур.
Такі мислителі, як Георг Зіммель, Ульрих Бек та Антоніо Негрі виступають за розрив з методологічним націоналізмом з метою заснування нової космополітичної соціології. Космополітизм (від грец. kosmopolites — громадянин світу) — ідеологія т. зв. світового громадянства, яка проповідує байдуже ставлення до батьківщини, до свого народу, його національної культури заради створення «світової держави», встановлення «світового громадянства».
За свідченням Діогена Лаертія термін «космополітизм» вперше використав Діоген Синопський. Плутарх вважав, що це зробив Зенон із Кітіона. Епіктет доводив, що автором слова «космополітизм» був Сократ, який заявляв: «Я не афінянин чи коринфянин, я космополіт». У різні часи поняття «космополітизм» мало різний зміст. Утворення різноплемінної імперії Олександра Македонського зумовило появу різних за змістом космополітичних світоглядів. Космополітизм кініків виявляв негативне ставлення до міста-поліса. Стоїки в космополітичному ідеалі шукали суспільну форму, яка зробила б можливим життя кожної людини за єдиним всесвітнім законом. Космополітичні ідеї кіренаїків виражалися у вислові «ubi bene, ibi patria» («Де добре, там і вітчизна»). За Середньовіччя носієм космополітичних тенденцій була католицька церква.

## Веб-посилання
- http://soziologie.soz.uni-linz.ac.at/sozthe/freitour/Scriptum/Sport.doc ( файл DOC, 310 КБ)